# Wójtowice (Grodków)
Wójtowice (deutsch: Voigtsdorf) ist ein Ort in der Stadt- und Landgemeinde Grodków (Grottkau) im Powiat Brzeski der Woiwodschaft Opole in Polen.

## Geographie
Das Straßendorf Wójtowice liegt fünf Kilometer südwestlich von Grodków (Grottkau), 30 Kilometer südwestlich von Brzeg (Brieg) und 45 Kilometer westlich von Opole (Oppeln). Durch den Ort verläuft die Droga wojewódzka 385. Nördlich von Wójtowice verlaufen die stillgelegten Schienen der Bahnstrecke Grodków Śląski–Głęboka Śląska.
Nachbarorte sind Lubcz (Leuppusch) im Norden, Tarnów (Tharnau bei Grottkau) im Nordosten Żelazna (Märzdorf) im Nordwesten, Nowa Wieś Mała (Klein Neudorf) im Osten, Stary Grodków (Alt Grottkau) im Südosten, Jędrzejów (Endersdorf) und Starowice Dolne (Hönigsdorf) im Süden, Gierów (Gührau) und Wierzbna (Würben) im Südwesten, Mikołajowa (Niklasdorf) im Westen und Gałązczyce (Giersdorf) sowie Sulisław (Zülzhof) im Nordwesten.

## Geschichte

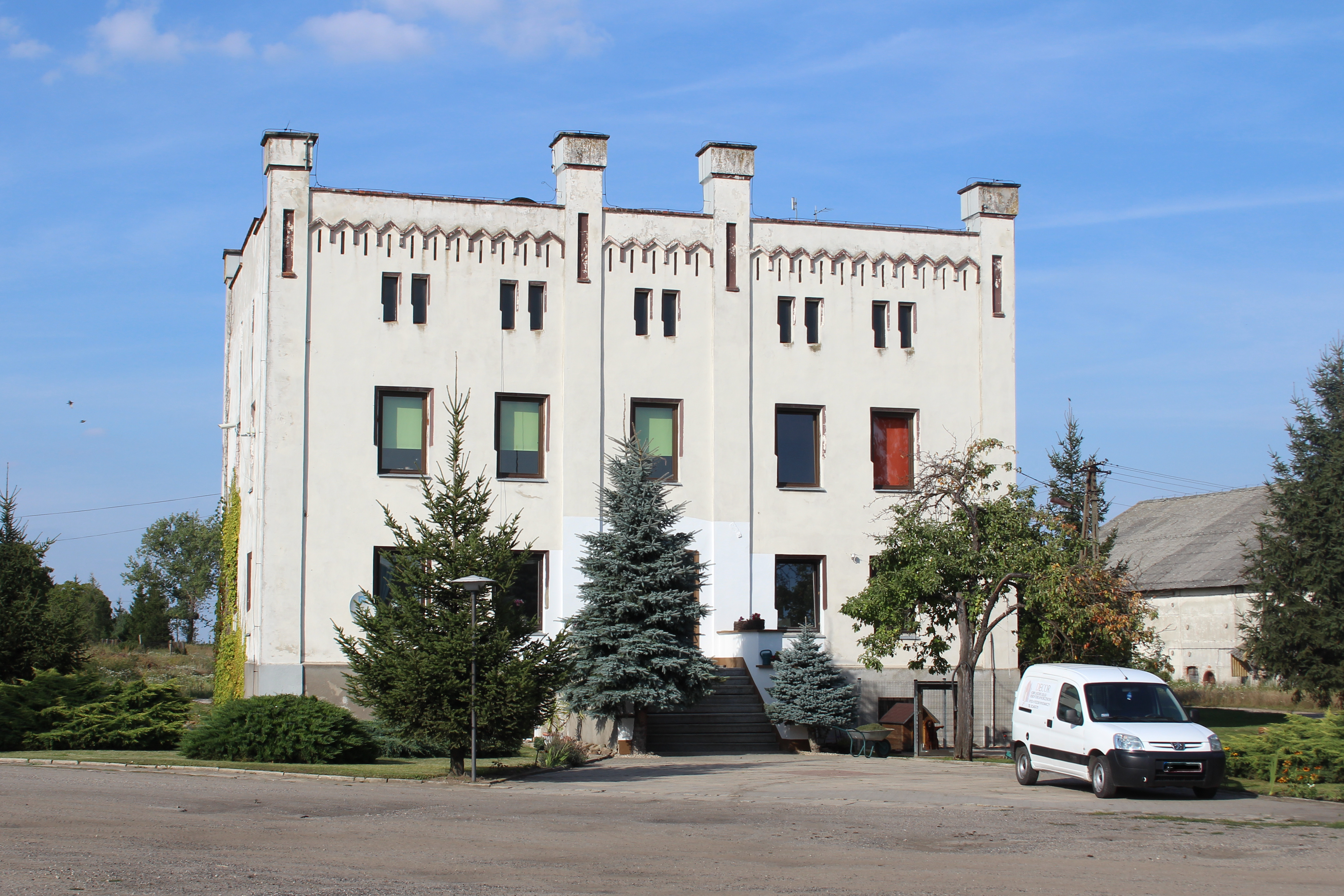
Gutsschloss

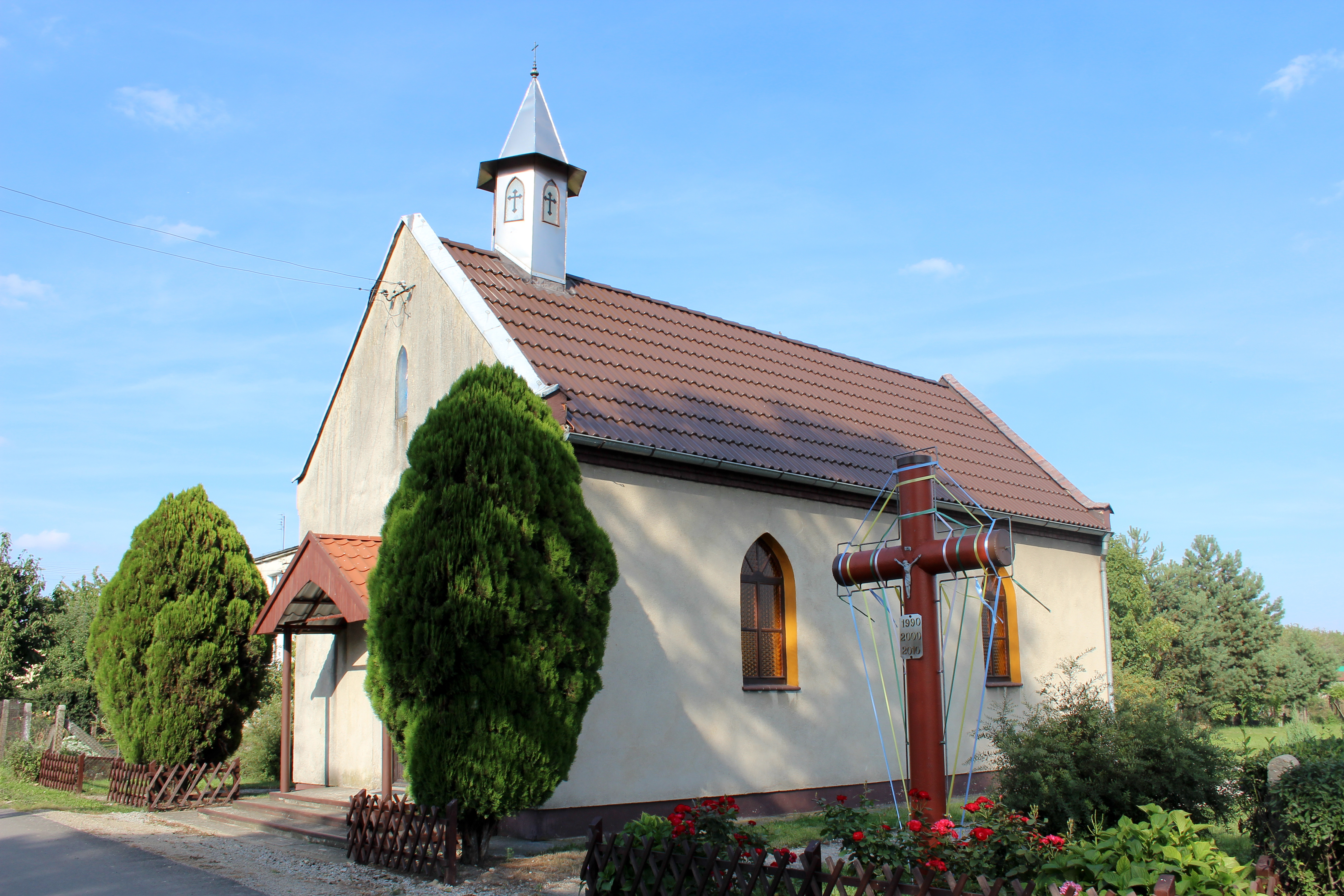
Kapelle

Erstmals urkundlich erwähnt wurde Voigtsdorf als „villa Advocati“ 1303–1304 im Registrum Wratislaviense (Breslauer Register). 1343 wurde „Advocati villa“ von der Stadt Grottkau erworben, mit der es 1344 an das bischöfliche Fürstentum Neisse gelangte, das seit 1342 ein Lehen der Krone Böhmen war. 1373, 1375 und 1379 sind Hanco und Johannes als Scholzen belegt. 1375 wird der Ort als Voytsdorff erwähnt. 1425 ist die Ortsbezeichnung „Foytsdorf“ überliefert, das eines der Dörfer des Brieger Bezirks war, die nur den bischöflichen Vierdung zahlten. 1579 gehörte Foytsdorf den Erben des Friedrich Eschech.
Nach dem Ersten Schlesischen Krieg 1742 fiel Voigtsdorf mit dem größten Teil des Fürstentums Neisse an Preußen. 1760 wurde im Auftrag vom Baron von Rottenburg eine Kapelle erbaut.
1810 wurde das Fürstentum Neisse säkularisiert. Nach der Neuorganisation der Provinz Schlesien gehörte die Landgemeinde Voigtsdorf ab 1816 zum Landkreis Grottkau im Regierungsbezirk Oppeln. 1845 bestanden im Dorf ein Vorwerk und 30 weitere Häuser. Im gleichen Jahr lebten in Voigtsdorf 135 Menschen, davon fünf evangelisch. 1855 lebten in Voigtsdorf 134 Menschen. 1857 wurde eine steinerne Kapelle im Ort erbaut. 1865 bestanden im Ort 11 Gärtner- und drei Häuslerstellen. Die einklassige katholische Schule wurde im gleichen Jahr von 80 Schülern besucht. Ab 1874 war es dem Amtsbezirk Endersdorf eingegliedert, der aus den Landgemeinden Endersdorf und Voigtsdorf sowie den gleichnamigen Gutsbezirken bestand. 1885 zählte Voigtsdorf 91 Einwohner.
1933 lebten in Voigtsdorf 163 Menschen, 1939 waren es 158. Bis Kriegsende 1945 gehörte der Ort zum Landkreis Grottkau.
Als Folge des Zweiten Weltkriegs fiel Voigtsdorf 1945 wie der größte Teil Schlesiens unter polnische Verwaltung. Nachfolgend wurde es in Wójtowice  umbenannt und der Woiwodschaft Schlesien angeschlossen. Die deutsche Bevölkerung wurde weitgehend vertrieben. 1950 wurde es der Woiwodschaft Oppeln eingegliedert. Seit 1999 gehört Wójtowice zum neu gegründeten Powiat Brzeski (Kreis Brieg).

## Sehenswürdigkeiten
- Das Gutsschloss Voigtsdorf wurde in der zweiten Hälfte des 19. Jahrhunderts im neogotischen Stil erbaut.[8]
- Kapelle
- Empfangsgebäude des ehemaligen Bahnhofs – 1891 erbaut
- Steinerne Wegekapelle mit Jesusbildnis
- Steinernes Wegekreuz

## Persönlichkeiten
- Johann Theodor von Tschesch (* 18. März 1595 in Voigtsdorf; † 22. Februar 1649 in Elbing) deutscher Jurist und Mystiker.[9]